# Лейк Плесид (село в Ню Йорк)
Вижте пояснителната страница за други значения на Лейк Плесид.
Лейк Плесид (на английски: Lake Placid) e село в окръг Есекс, щата Ню Йорк, САЩ.
Има население от 2638 жители (2000) и обща площ от 3,9 km2 (1,5 мили2). Наименувано е на езерото Плесид, което се намира на север от селото.
Селището е основано в началото на XIX в. В него са проведени Зимните олимпийски игри през 1932 г. и Зимните олиимпийски игри през 1980 г.
Градът е кандидат за зимните олимпийски игри през 1956 г., но губи от Кортина д'Ампецо.